# Нана Гедін
Нана Анн-Гелен Гедін Праншке (англ. Nana Ann-Helene Hedin Pranschke), відома як Нана Гедін, а також Нана та Нана д'Аквіні (24 травня 1968, Ескільстуна, Седерманланд, Швеція) — шведська співачка, відома своїм яскравим бек-вокалом на композиціях Dr. Alban та E-Type. З 2009 року припинила вокальну кар'єру через проблеми зі здоров'ям.

## Кар'єра
Нана Гедін народилася 24 травня 1968 року в місті Ескільстуна (центральна Швеція).
Розпочала свою кар'єру наприкінці 1980-х і працювала головним чином у Cheiron Studios у Стокгольмі разом із продюсерами Хіроном, Деннізом Попом, Максом Мартіном, Крістіаном Лундіном тощо. Вона записала резервний вокал для багатьох артистів, таких як Селін Діон, Брітні Спірс, Ґері Барлоу, Ace of Base, Aqua та багатьох інших.
Гедін також записувала головний вокал для інших шведських артистів, таких як Dr. Alban (« Look Who's Talking»), Stakka Bo («Here We Go» і весь альбом Supermarket, випущений у 1993 році), Amadin («Alrabaiye») або Flexx («Wake Up").
У 2000 році Гедін випустила власний сингл «Fame 2000» під назвою NaNa D'Aquini під датським лейблом Merlin / Playground Scandinavia. Це був кавер і ремікс хіта 1980-х «Fame» Ірен Кара. Музичне відео було знято в Лас-Вегасі, а пісня була реміксована кількома ді-джеями по всьому світу.
У 2005 році вона взяла участь у Melodifestivalen 2005 з піснею «Wherever You Go».
Гедін також виступала як «Примадонна» в театрах і в турах між 1993 і 2003 роками зі шведським стендап-коміком/автором Йонасом Гарделлом.

## З E-Type
Гедін відома тим, що виконала приспів на більшості альбомів E-Type між 1994 і 2004 роками, включаючи хіти Set the World on Fire (1994), This Is the Way (1994), Angels Crying (1998), Here I Go Again (1998) та багато інших. Їхня остання співпраця була над піснею Paradise у 2004 році, яка була використана для участі у Melodifestivalen 2004.
Більшу частину часу на сцені та в музичних відео з E-Type була Ділнарін «Ді» Демірбаг, підспівуючи губами під голос Нани Гедін, яку можна побачити, зокрема, в кліпах «Set the World on Fire», «Here I Go Again», «Life» і «Paradise».

## Відомі телевізійні виступи
Окрім виступів на Melodifestivalen у 2004 та 2005 роках, Гедін відкривала церемонію вручення Swedish Sport Awards у 2007 році, виконавши пісню Pink Floyd The Great Gig in the Sky перед шведським королем Карлом XVI Густавом. Він транслювався в прямому ефірі на SVT з Globen Arena.
У вересні 2007 року Гедін взяла участь у музичному ігровому шоу Doobidoo на SVT і виступив у парі з Янне Карлссоном проти Інгели «Плінг» Форсман і Яна Йогансена. Вона виконала Little Wing Джимі Хендрікса з Карлссоном на барабанах.
2 травня 2008 року Гедін брала участь у музичній програмі Så ska det låta. Вона грала в парі з Фредом Йоханссоном проти Сари Доун Файнер і Патріка Ісакссона.

## Нагороди
6 червня 2018 року Гедін отримала нагороду MVP (Most Valuable Person) на церемонії Denniz PoP Awards від журі, що складається з таких провідних продюсерів і артистів, як Карлі Рей Джепсен, Туве Ло, Рамі Якуб і Макс Мартін. Шанувальники з усього світу проголосували за неї, і її вибрали за її закулісні внески, які допомагають сформувати класичний звук Cheiron. Продюсер і член журі Джейкоб Шульце каже: «Без Нани звук Cheiron не звучав би так, як він. Вона була неоціненною частиною історії Cheiron і заслуговує на цю нагороду більше, ніж будь-хто інший».

## Рак
У серпні 2009 року Гедін діагностували рак язика після того, як у 2008 році декілька спеціалістів поставили їй помилковий діагноз. Пухлина була на 4 стадії, коли її правильно діагностували, і Гедін нарешті отримала допомогу. На той момент пухлина була небезпечною для життя, вона вижила, але через масивну променеву терапію, яку їй призначили, вона з тих пір не виступала. У 2014 році у неї почався остеорадіонекроз, відмирання щелепної кістки через променеву терапію. Шведські хірурги сказали, що їм доведеться повністю перерізати нижню щелепу, і вона ніколи більше не зможе співати. Гедін розпочала всесвітній пошук іншої думки, щоб спробувати знайти кращу операцію, щоб врятувати її голос. У 2022 році шведська некомерційна організація MAS розпочала збір коштів на GoFundMe під назвою «Врятуй голос Нани 2022», щоб профінансувати поїздку Гедін до Індії на реконструктивну хірургію щелепи. Шанувальники Нани з усього світу допомагали робити пожертви, і збір коштів триває.

## Дискографія
- FAME 2000 (сингл)
- It's Raining Men (2004, сингл)
- Wherever You Go (2005, сингл)

## Бек-вокали на піснях та альбомах[9]
- Five
  - Slam Dunk Da Funk
  - Five 1998
- A*Teens
  - Half Way Around the World 2001
- Ace of Base
  - Flowers (album) 1998
  - Life is a Flower
- Amadin
  - Take Me Up (Alrabaiye) 1993
- Ardis Fagerholm
  - Love Addict (album) 1994
- Aqua
  - Aquarius (album) 2000
  - Cartoon Heroes 2000
  - Around The World 2000
  - We Belong to the Sea 2000
  - Back From Mars
  - Freaky Friday
  - Good Guys
  - Goodbye to the Circus 
  - Halloween
- Britney Spears
  - Baby One More Time
  - Oops!...I Did It Again
  - (You Drive Me) Crazy
  - Born to Make You Happy
  - Stronger
  - Bombastic Love
  - Don't Go Knockin' On My Door
  - Baby One More Time (album) 1999
  - Oops!...I Did It Again (album) 2000
  - Britney (album) 2001
- Céline Dion
  - That's The Way It Is
  - I'm Alive
  - New Day Has Come (album) 2002
  - One Heart (album) 2003
  - On ne change pas 2005
  - The Greatest Reward
  - Coulda Woulda Shoulda
  - Tous Les Secrets
- Dana Dragomir
  - PanDana (album) 1995
- DJ Bobo
  - World in Motion (album) 1996
  - For Now And Forever
- Dr. Alban
  - Look Who's Talking 1994
  - Away From Home 1994
  - Let The Beat Go On 1994
- E-Type
  - Made in Sweden (album) 1994
    - Do You Always
    - Me No Want Miseria
    - Set the World on Fire
    - This is the Way
    - Fight It Back
    - Until the End
    - Will I See You Again

  - The Explorer (album) 1996
    - Calling Your Name
    - Back in the Loop
    - I Just Wanna Be With You
    - Free Like a Flying Demon
    - Forever Wild
    - I'm Not Alone

  - Last Man Standing (album) 1998
    - Angels Crying
    - Here I Go Again
    - Hold Your Horses
    - I'm Flying
    - Morning Light
    - I'll Find A Way
    - So Far Away

  - Euro IV Ever (album) 2001
    - Life
    - Africa
    - Arabian Star
    - When I Close My Eyes
    - Time
    - No More Tears

  - Loud Pipes Save Lives (album) 2004
    - Paradise
    - Far Up in the Air
    - Forever More
- Elephant & Castle
  - DJ Keep This Feeling
- Flexx
  - Wake Up 1993
- Garou
  - Piece of my soul ( album ) 2008
  - Back for more
- Gary Barlow
  - SuperHero
  - For All That You Want
  - Twelve Months Eleven Days (album)
- Herbie
  - I Believe 1995
- Papa Dee
  - First Cut is The Deepest
  - Just Let the Music
  - The Journey (album) 1995
  - The Tide is High
- Luciano Pavarotti & Friends
  - Pavarotti & Friends for Cambodia & Tibet
- Safe
  - Love is All We Need 1995
- Stakka Bo
  - Down the Drain 1993
  - Here We Go 1993
  - Living it Up
  - Supermarket (album) 1993